# Afghanistina
Afghanistina is een geslacht van kreeftachtigen uit de klasse van de Ostracoda (mosselkreeftjes).

## Soorten
- Afghanistina hsipinga Hu & Tao, 2008
- Afghanistina szuhaia Hu & Tao, 2008